# Joachim Stalmann
Joachim Stalmann (* 2. Juli 1931 in Göttingen; † 9. August 2023 in Aalborg) war ein deutscher evangelisch-lutherischer Theologe, Kirchenmusiker, Liturgie- und Musikwissenschaftler.

## Leben
Stalmann wuchs in der Familie eines Forstbeamten in der Bergstadt Sankt Andreasberg, Berlin, Einbeck und Göttingen auf.
Seine musikalische Ausbildung begann er in Berlin mit neun Jahren im Privatunterricht auf Blockflöte und Klavier und mit ersten Kompositionsstudien. In Einbeck wurde sie fortgesetzt bei der Münsterorganistin Margarethe Kröncke (Klavier und Orgel) und dem damaligen Stadtkantor und späteren Kirchenmusikdirektor Ernst Schirmer (Musiktheorie und Tonsatz, Chorleitung). Erste Kompositionen von ihm wurden vom Schulorchester des Einbecker Goethe-Gymnasiums uraufgeführt. Nach dem dortigen Abitur und der kirchenmusikalischen C-Prüfung in Göttingen 1951 studierte er bis 1957 Theologie, Musikwissenschaft, Philosophie und Kirchenmusik in Göttingen, Tübingen, München (Katholisch-theologische Fakultät) und Basel; daneben erlernte er weiter das Orgelspiel bei Herbert Liedecke (Stuttgart), Friedrich Högner und Hanns-Martin Schneidt (München). Theologische und philosophische Lehrer waren u. a. Ernst Käsemann und Ernst Wolf (Göttingen), Gerhard Ebeling und Manfred Mezger (Tübingen), Gottlieb Söhngen und Romano Guardini (München), Karl Jaspers und Karl Barth (Basel), Musikwissenschaft studierte er bei Rudolf Gerber (Göttingen), Walter Gerstenberg (Tübingen) und Jacques Handschin (Basel). In der Erzabtei Beuron lernte er in den Semesterferien bei Choralpater Maurus Pfaff Gregorianik. Während seines Studiums in Göttingen sang er als Mitglied der Stadtkantorei unter Kirchenmusikdirektor Ludwig Doormann.
Von 1957 bis 1959 war er theologischer Repetent an der Universität Göttingen und am Gerhard-Uhlhorn-Konvikt sowie 1957 bis 1960 Organist und im Sommerhalbjahr 1960 auch Vikar an der dortigen Albani-Kirche, wo er mit dem Bachforscher Alfred Dürr eng zusammenarbeitete.
In der reformatorischen Musikanschauung fand er Musik und Theologie aufs Engste "verschwistert", nicht mehr mittelalterlich-hierarchisch (musica ancilla theologiae), sondern partnerschaftlich (musica soror theologiae). 1960 promovierte Stalmann in Tübingen mit einer Dissertation über Johann Walters Cantiones latinae zum Dr. phil. 1960 bis 1962 absolvierte Stalmann das Predigerseminar Hildesheim und war in dieser Zeit Musikkritiker für die Hildesheimer Rundschau.
Nach dem 2. Theologischen Examen (12. September 1962) wirkte er von 1962 bis 1972 als Pastor und "Kreis-Fachberater für Kirchenmusik" in Bremke und im Kirchenkreis Göttingen-Süd. Von Kirchentagen angeregt feierte er dort schon früh "Gottesdienste in neuer Gestalt". Als Kreisfachberater widmete er sich besonders der Ausbildung und Beratung nebenberuflicher Kirchenmusiker, zugleich war er Kreischorleiter und Lektorenbeauftragter. Als Gemeindepfarrer erstrebte er eine Gottesdienst feiernde Gemeinde, in der die Generationen ebenso miteinander wie in Zielgruppen feiern. 1967 begann Stalmanns Mitarbeit an Neuen Texten für den Gottesdienst, die die Liturgische Konferenz Niedersachsens zusammen mit Landesjugendamt und Volksmission herausgab. 1969 übernahm er deren Redaktion im Lutherischen Verlagshaus Hannover.
Von 1972 bis zur Pensionierung zum 1. Juli 1996 wirkte er in der von ihm mit Karl Ferdinand Müller und Götz Wiese begründeten Arbeitsstelle für Gottesdienst und Kirchenmusik der Ev.-luth. Landeskirche Hannovers, der ersten innerhalb der EKD. Von 1984 bis 1999 war er zudem Lehrbeauftragter, seit 1992 Honorarprofessor für Liturgik, Hymnologie und Theologie für Kirchenmusik, seit 1992 als Honorarprofessor an der Musikhochschule in Detmold und von 1995 bis 2006 an der Hochschule für Künste in Bremen. Außerdem hatte er von 1974 bis 1991 einen Lehrauftrag an der Ev. Fachhochschule Hannover, 2. Fachbereich, für "Diakonische Mitarbeit am Gemeindegottesdienst" inne.
Stalmann war seit 1962 verheiratet mit Christiane geb. Simonis aus Berlin, er hatte vier erwachsene Kinder, einen Sohn, drei Töchter und dreizehn Enkelkinder. Christiane Stalmann absolvierte bei ihrem Mann eine kirchenmusikalische Ausbildung und D-Prüfung. Sie arbeitete als Organistin 1964–72 in Bremke, danach bis 1981 in Resse und bis 2016 in Obershagen, Region Hannover. Im Jahr 1981 zog das Ehepaar nach Uetze, Ortsteil Hänigsen.
Zu Ehren seines 70. Geburtstags 2001 wurde Stalmann mit einer Vortragsveranstaltung in der damals noch in Hannover befindlichen Arbeitsstelle geehrt. Sein "Kompendium zur Kirchenmusik" wurde von der Arbeitsstelle für Gottesdienst und Kirchenmusik zu diesem Anlass neu ediert.
Im Jahr 2018 wurde vom SPD-Ortsverein Uetze Stalmanns sechzigjährige Mitgliedschaft öffentlich herausgestellt.

## Arbeitsgebiete
Stalmanns theologische Schwerpunkte waren Liturgik und Hymnologie, musikwissenschaftlicher Forschungsschwerpunkt ist die Kirchenmusik, vor allem die Musikkultur der Reformation, einschließlich deren theologischer Grundlagen. Theorie und Praxis, Geschichte und Gegenwart seien eng aufeinander zu beziehen, eins nicht ohne das andere. Liturgik und Hymnologie setzten biblische, dogmatische und historische Orientierung voraus. Die Kenntnis der Geschichte solle helfen, negative wie positive Erfahrungen zu nutzen und Neues zu erproben.
Er gab Musik der Reformation in Neuausgaben heraus und war von 1980 bis 2008 Editionsleiter für die Melodien deutschsprachiger Kirchenlieder aus den bis 1610 entstandenen Musikdrucken.
Stalmann wirkte über die Landeskirche Hannovers hinaus in VELKD und EKD projektorientiert und in Fachausschüssen mit; während der deutschen Teilung auch beratend und fortbildend in den Kirchen und Gemeinden der DDR, z. B. in Pastoralkollegs der Evangelisch-Lutherischen Landeskirche Sachsens. Ferner praktizierte er ökumenischen Austausch und Zusammenarbeit z. B. mit dem Deutschen Liturgischen Institut in Trier und der Abtei Münsterschwarzach.
Zu den gesamtdeutschen Tätigkeiten gehörte von 1976 bis 2001 die Leitung des Musikausschusses der Lutherischen Liturgischen Konferenz Deutschlands. Dieser lieferte die musikalische Ausstattung des Evangelischen Gottesdienstbuchs (EGb). Stalmann arbeitete im Liturgieausschuss der VELKD an der Erneuerung des Agendenwerks der VELKD mit sowie in einem Ausschuss auf EKD-Ebene am EGb selbst (eingeführt 1999) und war an einer Reihe von Ergänzungsveröffentlichungen beteiligt. Stalmann war von 1969 bis 1988 Geschäftsführer und von 1988 bis 2004 Vorsitzender der 1925 gegründeten Liturgischen Konferenz Niedersachsens. Hier wurden Fachvorträge diskutiert, die liturgische Arbeitsergebnisse in die Kirchen und Gemeinden vermitteln sollten. In der Hannoverschen Arbeitsstelle war Stalmanns Hauptschwerpunkt die Beratung der Gemeinden und Kirchenkreise in Konsultationen, Schulungen und gemeinsam erarbeiteten Gottesdiensten. An der Aus- und Fortbildung von Kirchenmusikern, Pastoren sowie in Gottesdienstarbeitskreisen Engagierten war er an vielen Stellen beteiligt.
Von 1975 bis 1985 war Stalmann Landesobmann des Posaunenwerks der Landeskirche Hannovers. Er hatte den Vorsitz in dessen Gremien, wirkte bei Ausbildungskursen von Chorleitern und von Bläsern mit, hielt Vorträge bei Tagungen und predigte bei Chorfesten, ferner auch bei Orgelweihen und anderen kirchenmusikalischen Anlässen.
Bis 2005 war er Mitherausgeber der Liederkunde zum Evangelischen Gesangbuch und verfasste hierzu auch weiterhin zahlreiche Liedkommentare. Von 1981 bis 2010 war er Vorsitzender und Editionsleiter der Gesellschaft zur wissenschaftlichen Edition des deutschen Kirchenlieds in Kassel (GedK), Teil eines Bund-Länder-Projekts, das 2008 Sparmaßnahmen zum Opfer fiel. Sie edierte die Melodien mitsamt den jeweils ersten Textstrophen von 1496 bis 1610.
Bei der Kirchlichen Arbeit Alpirsbach engagierte Stalmann sich seit 1958 auf ihren liturgisch-theologischen Wochen, seit 1971 als Referent mit Schriftauslegungen (Homilien) und liturgischen Einführungen; zweimal in Alpirsbach sowie in Jerichow. Im Norddeutschen Rundfunk hielt Stalmann Morgenandachten. Ferner war er beim Deutschen Evangelischen Kirchentag tätig, besonders beim Forum Abendmahl und bei den Feierabendmahlen in Nürnberg 1979, Hamburg 1981, sowie in einem Begleitausschuss Abendmahl, Fest und Feier.

## Ausrichtung
Gottesdienst geschieht für Stalmann als Hören und Handeln der im Namen Jesu versammelten Gemeinde (Peter Brunner). Dazu vertritt er zwei praktisch-liturgische Grundthesen:
- „Gemeinde hält Gottesdienst“, d. h. liturgische Gestaltung ist nicht eine "Ein-Mann-Darbietung", sondern fällt in die Verantwortung der ganzen Gemeinde sowie ggf. hierin tätig werdender Gottesdienst-Vorbereitungskreise.[6]
- „Gottesdienst ist eine Gestaltungsaufgabe“, d. h. es genügt nicht länger, agendarische Vorgaben wörtlich zu übernehmen, sondern Ablauf und Dramaturgie sind unter Beteiligung Mitwirkender stets variabel zu arrangieren.[7]

Predigt und Kirchengesang sowie Instrumentalmusik sind dem Ritus nicht untergeordnet. Sie reagieren auf das Wort Gottes und richten es in Sprache und Klang aus. Sie sind wesentlich für eine lebendige Liturgie, stehen aber zugleich neben Grundformen geistlichen Feierns wie etwa dem Gruß am Anfang und dem Segen am Ende. Dazwischen geschehen Dialog, Gebet, Mahlfeier, Auftrag und Sendung und mehr.

## Werke

### Buchveröffentlichungen
- Zusammen mit Werner Reich (Hrsg.): Gemeinde hält Gottesdienst. Anmerkungen zur Erneuerten Agende. Hannover 1991, Leiturgia Neue Folge, Band 1, u. a. mit Aufsätzen Stalmanns zur liturgischen Erneuerung.
- Gottesdienst – erklärt. Kleine Gottesdienstkunde für die Gemeinde, Hannover 1992.
- Kompendium zur Kirchenmusik – Überblick über die Hauptepochen der evangelischen Kirchenmusik und ihrer Vorgeschichte Luth. Verlagshaus Hannover 2001.
- Johann Walters Cantiones Latinae, Tübingen, Univ., maschinenschriftl. Diss., 1960
- Tagesordnungspunkt 6, Gottesdienst, (Luth. Verlagshaus) Hannover 1984, 5. Aufl. 1994; als Elementarwissen Evangelischer Gottesdienst, neu hrsg. v. Hans-Hermann Tiemann, Wissingen 2021.

### Mitarbeit an Handbüchern und Lexika
- Liedkommentare. In: Handbuch zum evangelischen Kirchengesangbuch (EKG), begründet von Christhard Mahrenholz und Oskar Söhngen, unter Mitarbeit von Otto Schlißke, Band 3 Liederkunde, Göttingen 1970, Teil 2 1990, wurde herausgegeben v. J. Stalmann (Redaktion)
- Liedkommentare. In: Handbuch zum Evangelischen Gesangbuch. Band 3: Liederkunde zum Evangelischen Gesangbuch. Ausgabe in Einzelheften. Heft 1–25, Göttingen 2000–2013
- Beiträge in: Wolfgang Herbst (Hrsg.): Komponisten und Liederdichter des evangelischen Gesangbuchs, Göttingen 1999, nachgedruckt: Wolfgang Herbst (Hrsg.): Wer ist wer im Gesangbuch? Göttingen 2001, darin: Alber, Erasmus, Cornelius Becker, Johann Crüger, Johann Georg Ebeling, Matthias Jorissen, Speratus, Paul, Johann Walter
- Musik in Geschichte und Gegenwart (Enzyklopädie), 2. Ausgabe: Sachteil, Band 1: Agende. Band 3: Epistel (evangelisch), Evangelium (ev.), Gemeindegesang (ev.) – Personenteil, Band 2: Joachim Burck. Band 11: Martin Luther, Philipp Melanchthon. Band 17: Walter, Familie.

### Neuedition theologischer und musikgeschichtlicher Werke
- Hrsg. u. Vorwort zu: Peter Brunner, Zur Lehre vom Gottesdienst der im Namen Jesu versammelten Gemeinde, in: Leiturgia, Neue Folge, Band 2, Neudruck der Ausgabe Kassel 1954, Hannover 1993.
- Johann Walter Sämtliche Werke hg. von Otto Schröder, 6. Bd., bearb. von Joachim Stalmann, Kassel u. a. 1970
- Georg Rhau. Musikdrucke aus den Jahren 1538–1545. Editionsleitung von Band VI, VIII – XI; bearbeitet: Band 11, Neue deutsche geistliche Gesänge für die gemeinen Schulen, Wittenberg 1544.

### Aufsätze

#### Liturgik
- Erfahrungen mit neuen und revidierten Gottesdienstformen, in: Zur Theologie des Gottesdienstes. Fuldaer Hefte, H. 32, Hamburg 1976, S. 57–70.
- Liturgiegeschichte als praktische Theologie. Zum 100. Geburtstage von Paul Graff, in: Pastoraltheologie, 69. Jg., 1980, H. 3, S. 90–104.
- Gottesdienst als Gestaltungsaufgabe. Vom Strukturpapier zur Erneuerten Agende, in: Pastoraltheologie, Band 77, 1988, S. 162–175.
- Wie politisch ist der Gottesdienst? Überlegungen zur Öffentlichkeitsrelevanz der Liturgie, in: Pastoraltheologie, 80. Jg., 1991, H. 10, S. 520–535, auch in: Hans–Hermann Tiemann (Hrsg.): Situationsgerecht Gottesdienst feiern. Zur Verbesserung liturgischen Handelns, Bielefeld 2009, S. 222–235.

#### Hymnologie
- Die hannoverschen Gesangbücher als Spiegel von Theologie und Frömmigkeit, in: Geschichten um Hannovers Kirchen, hrsg. von H.W. Dannowski und W.R. Röhrbein, Hannover 1983, S. 155–158. Zur Frage einer systematischen Hymnologie, in: Studien zur Musikgeschichte. Eine Festschrift für Ludwig Finscher, Kassel 1995, S. 16–24.
- Paul Gerhardt (1607–1676), in: Bitterfelder Heimatblätter, Band 23, Bitterfeld 2001, S. 42–55.
- Du bist mein Heil, des freu ich mich. Leben und Lieder des Erasmus Alber (* um 1500; † 5. Mai 1553). In: Mecklenburgia sacra. Jahrbuch für Mecklenburgische Kirchengeschichte, Band 6, Wismar 2003, S. 16–33.

#### Musikwissenschaft, Kirchenmusik
- Johann Walters Versuch einer Reform des gregorianischen Chorals, in: Festschrift Walter Gerstenberg zum 60. Geburtstag, Wolfenbüttel u. a. 1964, S. 166–175.
- Musik beim Evangelium. Gedanke und Gestalt einer protestantischen Kirchenmusik im Leben und Schaffen Johann Walters, in: Musik und Kirche, 66. Jg., 1996, H. 6, S. 356–361.
- Die Music braucht Gott stets also beim heilgen Evangelio. Bleibende Spuren des Torgauer Erzkantors in der evangelischen Kirchenmusik, in: Matthias Herrmann (Hrsg.): Johann Walter, Torgau und die evangelische Kirchenmusik, Altenburg 2013, S. 35–46.

#### Weitere Themen
In der Zeitschrift "Für den Gottesdienst" der Arbeitsstelle für Gottesdienst & Kirchenmusik erschienen von Stalmann ab Ende 1986 in zwanzig Jahren insgesamt 192 Rezensionen, Tagungsberichte, Stellungnahmen, Predigten und Artikel, darunter:
- Die Feier der von Gott geschenkten Zeit, FdG 2, 1973, 16–25
- Musik beim Evangelium – Überlegungen zum Stellenwert der Musik in der Kirche und im Gottesdienst (zusammen mit Klaus v. Loeffelholz), FdG 10, 1977, 5–40
- Gottesdienst als konzertierte Aktion. Sinn- und fantasievolles Gestalten von Gottesdiensten im Zusammenwirken gemeindlicher Ämter und Gaben, FdG 17, 1981, 16–20
- Luthers Lehre vom Gottesdienst, FdG 30, 1988, 3–11
- Paul Gerhardt – ein Lebensbild, Leben und Lieder, FdG 28, 1987, 9–17
- Zur Sprache der Liturgie, FdG 34, 1985, 2–14
- Nach der Erneuerten Agende: das Evangelische Gottesdienstbuch, FdG 54, 1999, 12–19.
- Christhard Mahrenholz (* 11. August 1900). Erinnerung an einen Großen der evangelischen Liturgik, Hymnologie und Kirchenmusik, FdG 56, 2000, 42–45.
- Verstehen wir auch, was wir singen? Anmerkungen zu einem Defizit kirchlicher Ausbildung und Praxis. Stalmanns Vortrag zur Feier seines 70. Geburtstags, FdG 58, 2002, 51–54
- Liturgia semper reformanda. Reformation des Gottesdienstes – bei Luther und nach ihm, FdG 85, 2017, 13–18, u. 86, 4–12.